# Direitos LGBT em Angola

Casamento entre pessoas do mesmo sexo reconhecido por lei
Outros tipo de união ou casamento não-reconhecido
Não reconhecimento de casais homossexuais
Penalidade
Prisão perpétua
Pena de morte

Os direitos de lésbicas, gays, bissexuais e transgêneros (LGBT) é um assunto não debatido e não abordado pelo governo actual do país, estando na prática longe de suas prioridades sociais. Desde 2019, a homossexualidade foi despenalizada em Angola.
Apesar das grandes transformações socioeconómicas a que o país vêm passando desde a década de 90, a legislação concernente à homossexualidade em Angola situava-se na prática num limbo jurídico, sem actualização desde a independência.

## Antecedentes
Após a independência o estado angolano herdou algumas leis do regime colonial português, entre as quais as que definiam a homossexualidade como ilegal e que a prática de tal acto devia ser punida como imoral. Embora a situação na antiga metrópole tenha mudado, visto que em 2010 a Assembleia da República do estado português tenha legalizado a união civil entre pessoas no mesmo sexo, tornando assim o país, o sexto na Europa e o oitavo no Mundo a legalizar o casamento gay, a situação em Angola permaneceu inalterada.
Apesar de não existir um enquadramento legal actualizado, e tais temas não serem abordados oficialmente, não existem provas documentais de que de facto a homossexualidade seja proibida ou de que outras penalidades estejam a ser aplicadas para camuflar as verdadeiras razões de algumas condenações, como o envio dos supostos infractores para campos de trabalho, como defende a ILGA, afirmando que tal acção é comum nessas situações. Tais leis ainda se encontravam em vigor, não tendo sido até ao momento efectuado nada para as reformular, razão pela qual a ILGA classificava a prática da homossexualidade como ilegal em Angola, até 2019.
Segundo a actual legislação, a união civil entre pessoas do mesmo sexo não está contemplada.

## Visão jurídica
Segundo o jurista J.C.P a homossexualidade, transgeneridade e expressão artística drag queen (travesti) em Angola é aceite, não é punível nos termos da sua ordem jurídica. Atualmente em Angola ainda não tem legislações que versam de forma especifica sobre a matéria. Não é permitido o casamento de homossexuais, transgéneros porque o estado Angolano segue o artigo 7 da CRA (Constituição da República de Angola) e 348 do C.C.A (Código Civil Angolano),  como uma das suas grandiosas fontes imediatas de direito. Sendo assim, não constitui uma prática reiterada com convicção de obrigatoriedade desde os tempos idos até a atualidade (2016) a união quer de facto, tradicional, matrimonial entre dois homens, duas mulheres. Para assegurar de forma clara com base o costume, há necessidade de o legislador assegurar de forma clara nos seus ordenamentos jurídicos. É o caso verificável no Código Civil Angolano (C.C.A) que no seu artigo 20 diz que: o casamento é a união voluntária entre um "homem e uma mulher", formalizada nos termos da lei, com o objetivo de estabelecer uma plena comunhão de vida. A CRA  (Constituição da República de Angola), reconhecida como a carta magna da mesma, assegura no seu artigo 35 a ideia de formação de família.